# Conseil national des évangéliques de France
Le Conseil national des évangéliques de France (CNEF) est une alliance évangélique nationale affiliée à l'Alliance évangélique mondiale et l'Alliance évangélique européenne. Elle regroupe 33 confessions chrétiennes évangéliques et 172 œuvres en France. Son siège se situe à Paris. L'organisation estime représenter 70% des 2 689 églises évangéliques et de ses 745 000 pratiquants. Son président est le pasteur baptiste Erwan Cloarec depuis le 7 juin 2022.

## Histoire
La création du CNEF remonte à 2001, quand une première réunion d’unions d’Églises et d’institutions de formation biblique se tient à l'Institut biblique de Nogent-sur-Marne.
Les bases pour la formation du CNEF sont posées en janvier 2003 avec le regroupement de deux alliances d'églises évangéliques, l'Alliance évangélique française (AEF) et la Fédération évangélique de France (FEF),. Le 15 juin 2010, se tient la première assemblée générale avec 200 délégués, durant laquelle les textes statuaires sont adoptés, créant officiellement le CNEF
,. Étienne Lhermenault devient le président.
La première convention nationale a lieu le 26 janvier 2012 à Montreuil (Seine-Saint-Denis) avec 850 pasteurs.

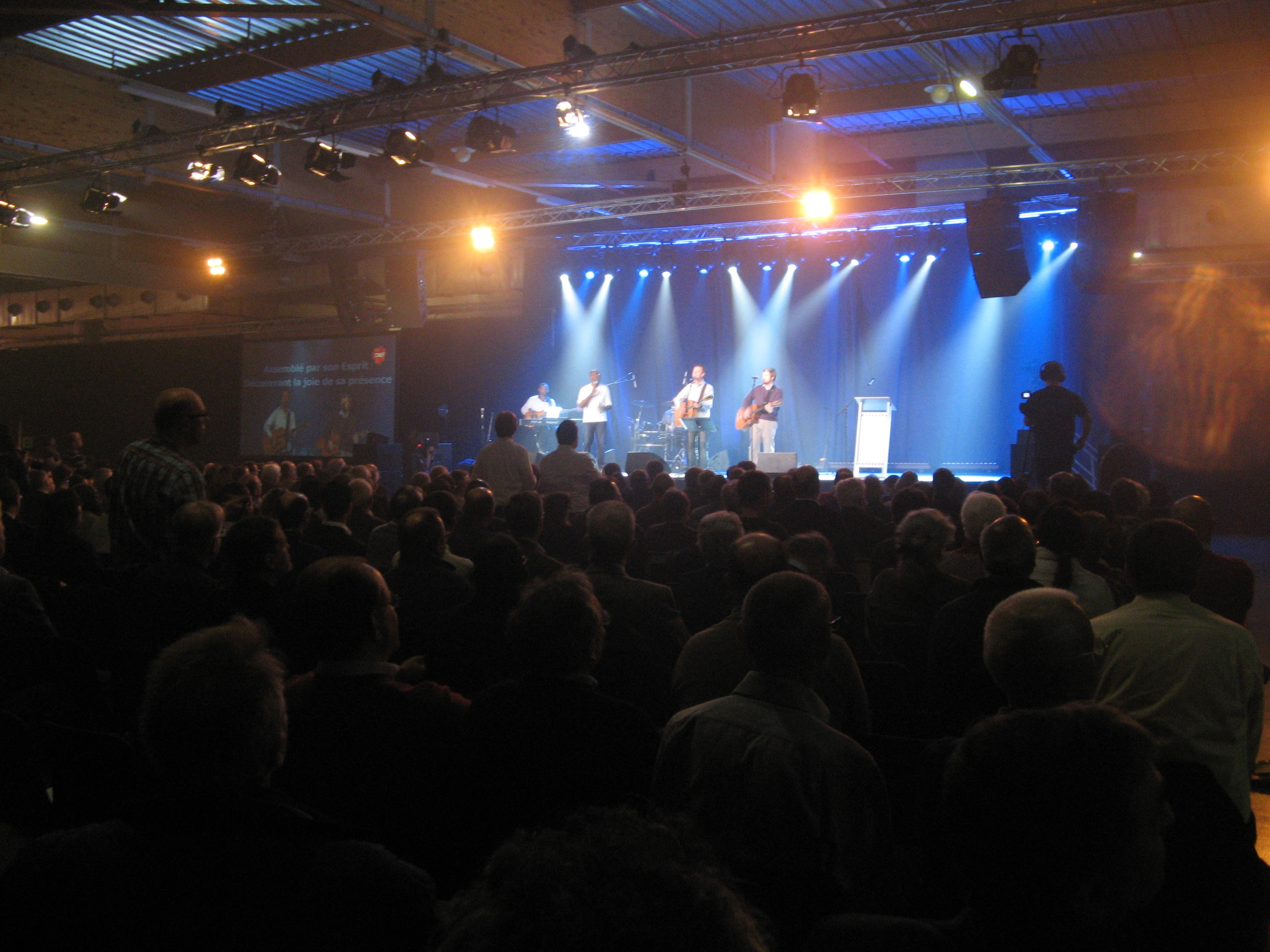
Première convention nationale du CNEF en 2012

En mai 2017, pour l'investiture du nouveau président Emmanuel Macron, le CNEF est officiellement invité lors de la cérémonie politique. En novembre 2017, le président du CNEF est invité pour la première fois à s'exprimer devant l'assemblée plénière des évêques de France.
En juin 2019, l'ancien président des Assemblées de Dieu de France, Christian Blanc, vice-président du CNEF depuis 2013 est devenu le président du CNEF. Son mandat est marqué par la réaffirmation de l'annonce de l'Évangile comme priorité du CNEF et par le passage de relais à une nouvelle génération.
En juin 2022, Erwan Cloarec, pasteur de la fédération baptiste lui succède.

## Organisation
Le CNEF est composé de 4 pôles d’unions d’églises, soit le Réseau fraternel évangélique français, les Assemblées de Dieu, le pôle évangélique de la Fédération protestante de France, le pôle pentecôtiste  charismatique. Le pôle des œuvres constitue le 5e pôle de l’organisation.
En 2024, le CNEF regroupe 33 confessions chrétiennes membres et estime représenter 70% des 2 689 églises évangéliques et de ses 745 000 pratiquants . Il a également 172 œuvres membres.

## Croyances
Le CNEF a une confession de foi évangélique et est membre de l'Alliance évangélique européenne et de l'Alliance évangélique mondiale ,. La Déclaration de Lausanne fait aussi partie des textes fondateurs du CNEF.

## Programmes
CNEF Solidarité est une organisation partenaire du CNEF, qui regroupe les ONG chrétiennes évangéliques impliquées dans l'humanitaire. Elle est créée en 1979 sous le nom d'Action Sociale Évangélique. En 2015, elle subit une restructuration et prend son nom actuel. Le lancement officiel de cette structure a eu lieu le 30 mai 2017 en présence de représentants de différentes actions sociales et de représentants du ministère de l'intérieur.
Le CNEF a des programmes d'évangélisation et pour vision d’établir une église pour 10 000 habitants.
En 2022, elle a fondé Oïkonomia, une fondation ayant pour objectif de soutenir des associations et œuvres évangéliques pour la réalisation de projets d’intérêts général dans différents domaines (social, médico-social, éducatif, culturel et humanitaire) .

## Positions
En 2012, le Conseil national des évangéliques de France a publié un document dénonçant la théologie de la prospérité, en mentionnant que la prospérité était bien possible pour un croyant, mais que cette théologie poussée à l'extrême amène au matérialisme et à l’idolâtrie, ce qui n'est pas le but de l’Évangile,.
En 2015, le CNEF a affirmé se dire contre le mariage de personnes de même sexe, tout en disant ne pas rejeter les personnes homosexuelles, mais vouloir leur offrir plus qu'une bénédiction; un accompagnement et un accueil.
En 2022, dans la cadre du débat sur la fin de vie, le CNEF s'oppose à une éventuelle aide active à mourir. Par la bouche de son président le CNEF déclare " qu'au nom de l'Évangile, la valeur de la vie ne saurait être liée à son utilité ni à sa performance sociale" et recommande "se donner collectivement les moyens de développer l’offre de soins palliatifs".

## Controverses
En 2010, un pasteur a vu la fondation du conseil comme une concurrence à la FPF. Le président de l’AEF Michel Charles a répondu que le conseil avait pour vision de rassembler les 60 % d’évangéliques qui ne voulaient pas être membre de la FPF.
En 2012, certaines églises évangéliques charismatiques ont critiqué le positionnement du CNEF contre la théologie de la prospérité pratiquée par certaines d'entre elles.
En 2023, à la suite d'un reportage diffusé par BMF-TV sur les thérapies de conversion, l'association Torrents de Vie membre du CNEF est visée par le gouvernement.

## Abus sexuels
En 2018, Étienne Lhermenault, président du Conseil national des évangéliques de France et pasteur de la Fédération des Églises évangéliques baptistes de France, indique que des pasteurs et responsables évangéliques sont aussi compromis dans des abus sexuels. En 2021, une brochure et une charte sont mises en place pour permettre aux Églises évangéliques de lutter plus efficacement contre ce fléau. En septembre 2022, le Conseil national des évangéliques de France ouvre un service d’écoute pour les victimes ou témoins de ces abus sexuels.